# يحيى بوخاري
يحيى بوخاري مواليد 15 يونيو 1953 بمدينة النعامة، سياسي جزائري عينه رئيس الجمهورية عبد المجيد تبون بحكومة عبد العزيز جراد في منصب وزير أمين عام للحكومة الجزائرية منذ 2 يناير 2020.

## سيرة
نال شهادة ليسانس في الحقوق سنة 1978.

### المناصب التي تولاها
تقلد عدة مناصب منها:
- أمين عام للحكومة في يناير 2020.
- مدير دراسات بالأمانة العامة للحكومة 2002-2003.
- مستشار في المحكمة العليا خلال الفترة 2001-2002.
- مدير البحث في وزارة العدل من 1997 إلى 2001.
- نائب عام لدى مجلس قضاء معسكر خلال الفترة 1994-1996.
- وكيل جمهورية مساعد لدى مجلس قضاء سيدي بلعباس من 1979إلى 1994.
- أستاذ بوهران من 1972 إلى 1978.